# 佛山市公安局
佛山市公安局是佛山市人民政府主管全市公共安全工作的职能部门，受佛山市人民政府、广东省公安厅双重领导。各区设有公安分局，在各镇、街道设派出所。公安分局和派出所，分别接受同级人民政府和上级公安机关领导。

## 沿革

### 中华人民共和国时期
1949年10月15日，佛山解放。
1949年10月29日，成立佛山市公安局，霍文为首任局长。
1950年7月20日，佛山划归南海县管辖，设置南海县佛山镇，佛山市公安局改为南海县公安局佛山分局。
1951年6月26日，佛山改镇建市，重新成立佛山市公安局。
1967年3月9日，佛山军分区宣布对佛山专署公安处和佛山市公安局实行军事管制。
1973年4月19日，佛山市公安局重新成立。
1983年6月1日，撤销佛山地区，原佛山市（县级）与佛山地区合并为佛山市（地级）。原佛山市公安局与原佛山地区行政公署公安处合并为佛山市公安局，于1983年6月1日正式挂牌办公。

## 机构设置

### 内设机构
佛山市公安局设置下列工作部门：
- 佛山市公安局指挥中心
- 佛山市公安局政治处
- 佛山市公安局督察支队（监督处）
- 佛山市公安局法制处
- 佛山市公安局警务保障处
- 佛山市公安局交警支队
- 佛山市公安局刑警支队
- 佛山市公安局治安防控中心（巡警支队）
- 佛山市公安局治安支队
- 佛山市公安局出入境管理支队
- 佛山市公安局警卫支队
- 佛山市公安局经侦支队
- 佛山市人民警察训练学校
- 佛山市公安局监管支队
- 佛山市公安局网安支队
- 佛山市公安局科信支队
- 佛山市公安局地铁分局
- 佛山市公安局特警支队
- 佛山市公安局禁毒支队

### 派出机构
- 佛山市公安局禅城分局
- 佛山市公安局南海分局
- 佛山市公安局顺德分局
- 佛山市公安局高明分局
- 佛山市公安局三水分局

## 历任领导

### 局长
- 梁国聚（1991年6月－1998年7月）
- 郑针和（1998年9月－2003年8月）
- 杨建华（2003年8月－2011年11月4日）
- 彭　会（2011年11月4日－2014年7月14日）[2][3]
- 江楷鑫（2014年7月14日－2017年8月16日）[3][4]
- 邓建伟（2017年8月16日－2019年12月3日）[4][5]
- 陈小坚（2019年12月3日－2021年7月27日）[5][6]
- 宁惠军（2021年7月27日－2024年9月30日）[6]
- 梁继征（2024年9月30日－）